# Nabburg
Nabburg est une ville de Bavière (Allemagne), située dans l'arrondissement de Schwandorf, dans le district du Haut-Palatinat.

## Histoire
Un château fort du début du Moyen Âge constitue le noyau de la ville avec des premières traces de peuplement datées archéologiquement de la transition du VIIe au VIIIe siècle. Des fouilles permettent de dater des remparts extérieurs du Xe siècle. Depuis l'époque carolingienne, Nabburg était un bourg important du point de vue de l'organisation administrative dans l'est de la Marche du Nordgau.
La marca Napurch, comme on l'appelle dans les documents des 29 juillet 1040 et 13 février 1061, connaît son apogée sous le règne des Diepoldiens (descendants de Diepold II de Vohburg, mort en 1078) à partir de 1100 environ; après leur extinction en 1146, la seigneurie de Nabburg revient brièvement aux comtes de Sulzbach (de). Après avoir appartenu directement au Saint-Empire romain germanique jusqu'en 1188, Nabburg revient ensuite aux Wittelsbach. Nabburg est transmise pour la première fois en tant que ville en 1271. Le 31 mars 1296, le duc Rodolphe confirme tous les privilèges antérieurs et accorde à Nabburg tous les droits de la ville d'Amberg au paragraphe 17 de la charte de liberté. Après la mort du duc, la ville tombe aux mains de l'Empereur Louis de Bavière, qui lui accorde de nouveaux privilèges et en 1317 la déclare incessible. De 1353 à 1410, Nabburg est le siège d'un vidame (vicedominus). À l'apogée de la bourgeoisie, les statuts juridiques de la ville, l'« Instituta civilia », sont créés en 1405. 
En 1420, les troupes hussites pillent et incendient la ville. En conséquence, les fortifications déjà commencées sont rapidement achevées. À la fin de l'été 1433, la ville fortifiée résiste à un autre siège des troupes hussites. En 1536, la tour nord de l'église paroissiale brûle après avoir été frappée par la foudre. Pendant la guerre de Trente Ans, un camp provisoire pour une armée impériale de 24 000 hommes avec plus de 100 canons est construit près de Nabburg le 26 mai 1634. L'armée en provenance de Pilsen marche sur Ratisbonne pour reprendre la ville occupée par les Suédois : c'est la bataille de Ratisbonne.
Jusqu'aux réformes administratives de Montgelas, Nabburg relevait de l'office d'un Pfleger (sorte de magistrat) qui exerçait l'administration civile, la police, le droit pénal et la direction militaire. Nabburg dépendait alors de l'administration fiscale d'Amberg.
Pendant la Seconde Guerre mondiale, peu avant la fin de la guerre, une bombe incendiaire alliée a détruit une partie d'un faubourg (appelé Venedig) autour de l'auberge de la Couronne (Gasthaus zur Krone). En raison de l'afflux de réfugiés allemands des Sudètes, le nombre d'habitants a fortement augmenté.

## Fusions
Vingt-huit villages ont été rattachés à la commune de Nabburg :
| - Bärnmühle - Bergelshof - Brudersdorf - Diendorf - Diepoltshof - Eckendorf - Etzelhof | - Fraunberg - Girnitz - Grubhof - Haindorf - Haselhof - Höflarn - Kumpfmühle | - Lissenthan - Namsenbach - Neusath - Obersteinbach - Passelsdorf - Perschen - Ragenhof | - Richtmühle - Tauchersdorf - Wiesensüß - Wiesmühle - Windpaißing - Wölsenberg |

## Patrimoine

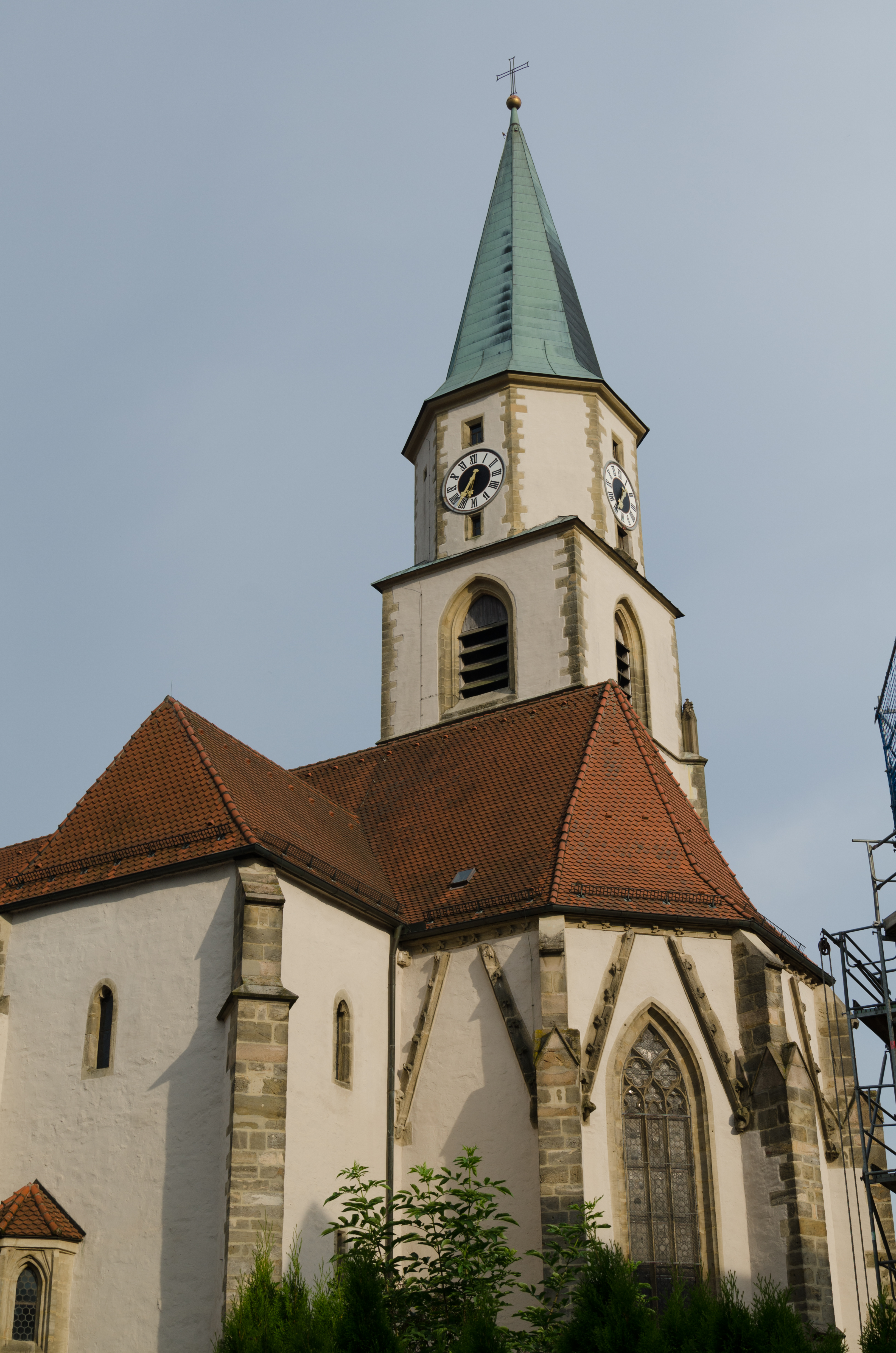
L'église Saint-Jean-Baptiste de Nabburg.

La ville possède de nombreux monuments et lieux dignes d'intérêt dont l'église Saint-Jean-Baptiste (gothique), l'ancien hôtel de ville, les remparts avec deux tours subsistantes, le château de Nabburg, le musée de la maison Schmidt, l'église Saint-Nicolas du XIIe siècle, le Freilandmuseum Oberpfalz, etc.